# Melanargia anticoma
Melanargia anticoma är en fjärilsart som beskrevs av Hans Fruhstorfer 1916. Melanargia anticoma ingår i släktet Melanargia och familjen praktfjärilar. Inga underarter finns listade i Catalogue of Life.